# Tropidophorus cocincinensis
Espèce
Synonymes
- Tropidophorus cochinchinensis Duméril & Bibron, 1839

Tropidophorus cocincinensis est une espèce de sauriens de la famille des Scincidae.

## Répartition
Cette espèce se rencontre dans le sud du Viêt Nam, en Thaïlande et au Cambodge.

## Synonymie
- Tropidophorus cocincinensis Gray, 1845 est un synonyme de Tropidophorus grayi Günther, 1861.

## Étymologie
Son nom d'espèce, composé de cocincin et du suffixe latin -ensis, « qui vit dans, qui habite », lui a été donné en référence au lieu de sa découverte, la Cochinchine.

## Publication originale
- Duméril & Bibron, 1839 : Erpétologie Générale ou Histoire Naturelle Complète des Reptiles. vol. 5, Roret/Fain et Thunot, Paris, p. 1-871 (texte intégral).